# Mordellistena hirticula
Mordellistena indistincta là một loài bọ cánh cứng trong họ Mordellidae. Loài này được Smith miêu tả khoa học năm 1883.